# جا مار تشيس
جا مار تشيس (مواليد 1 مارس 2000) هو لاعب كرة قدم أمريكية يلعب في نادي سينسيناتي بنغالز في الدوري الوطني لكرة القدم الأمريكية.

## وصلات خارجية
- جا مار تشيس على موقع إي إس بي إن.كوم (أن.أف.أل)3
- جا مار تشيس على موقع مرجع كرة القدم المحترفة.كوم (الإنجليزية)
- جا مار تشيس على موقع كلية كرة القدم في سبورتس رفرنس.كوم (الإنجليزية)